# 顾甸站
顾甸站是位于黑龙江省齐齐哈尔市昂昂溪区水师营满族镇顾甸村的一个铁路车站，邮政编码161034。车站建于1942年，有平齐铁路经过该站，现不办理货运，不办理客运业务，车站及其上下行区间均未电气化。车站距离四平站556公里，隶属哈尔滨铁路局，是四等站。